# Ториуми, Дзиндзо
Дзиндзо Ториуми (яп. 鳥海尽三 Ториуми Дзиндзо:, 1 февраля 1929—17 января 2008) — японский сценарист, сделавший карьеру в «революционную эру» японской анимации и получивший известность благодаря работе над аниме-сериалами Mac Go Go Go (Speed Racer), Science Ninja Team Gatchaman (Battle of the Planets/G-Force) и Yatterman.

## Биография
Ториуми родился на севере японской префектуры Хоккайдо. После попыток писать сценарии для фильмов в компании Nikkatsu, он обратился к анимации. В 1964 году Ториуми написал сценарий для Mighty Atom (Astro Boy) Mushi Productions, а в 1965 году устроился в телевизионную компанию Tatsunoko Production, где внес вклад в работу над Casshern, Tekkaman и Time Bokan. Позднее он участвовал в создании таких аниме студии Sunrise, как Armored Trooper VOTOMS, Yoroiden Samurai Troopers (Ronin Warriors), Mister Ajikko. Кроме того, Ториуми написал новеллизации Gatchaman, Shin Heiyōden and Dororo, а также книгу «Введение в написание сценариев для аниме». Этот труд он использовал, когда работал учителем будущих сценаристов.
Ториуми входил в «Отори Кобо», организацию поддержки сценаристов. 26 мая 2000 года он был награждён премией Гильдии писателей Японии.
Умер от рака печени 17 января 2008 года в Токийской больнице.

## Фильмография

### Режиссёр
- Kurenai Sanshiro (1969)[3]

### Сценарист
- Kurenai Sanshiro (1969)
- The Adventures of Hutch the Honeybee (1970)[4]
- Kaba Totto (1972)[5]
- Kagaku ninja tai Gatchaman (1972)
- Kashi no Ki Mokku (1972)[6]
- Kerokko Demetan (1973)
- Uriqpen Kyudotai (1974)[7]
- Uchuu no Kishi Tekkaman (1975)[8]
- Time Bokan (1975)[9]
- Kagaku ninja tai Gatchaman: Gekijoban (1978)
- Kagaku ninja tai Gatchaman II (1978)
- Kagaku ninja tai Gatchaman F (1979)
- Sangokushi (1982)[10]
- Armored Trooper Votoms (1983)[11]
- Mister Ajikko (1987)
- Guzula  (1987)
- Yoroiden Samurai Troopers (1988)
- Konchu Monogatari: Minashigo Hutch (1989)
- Ginga Sengoku Gunyuden Rai (1994)[12]